# Largo Sedile del Campo

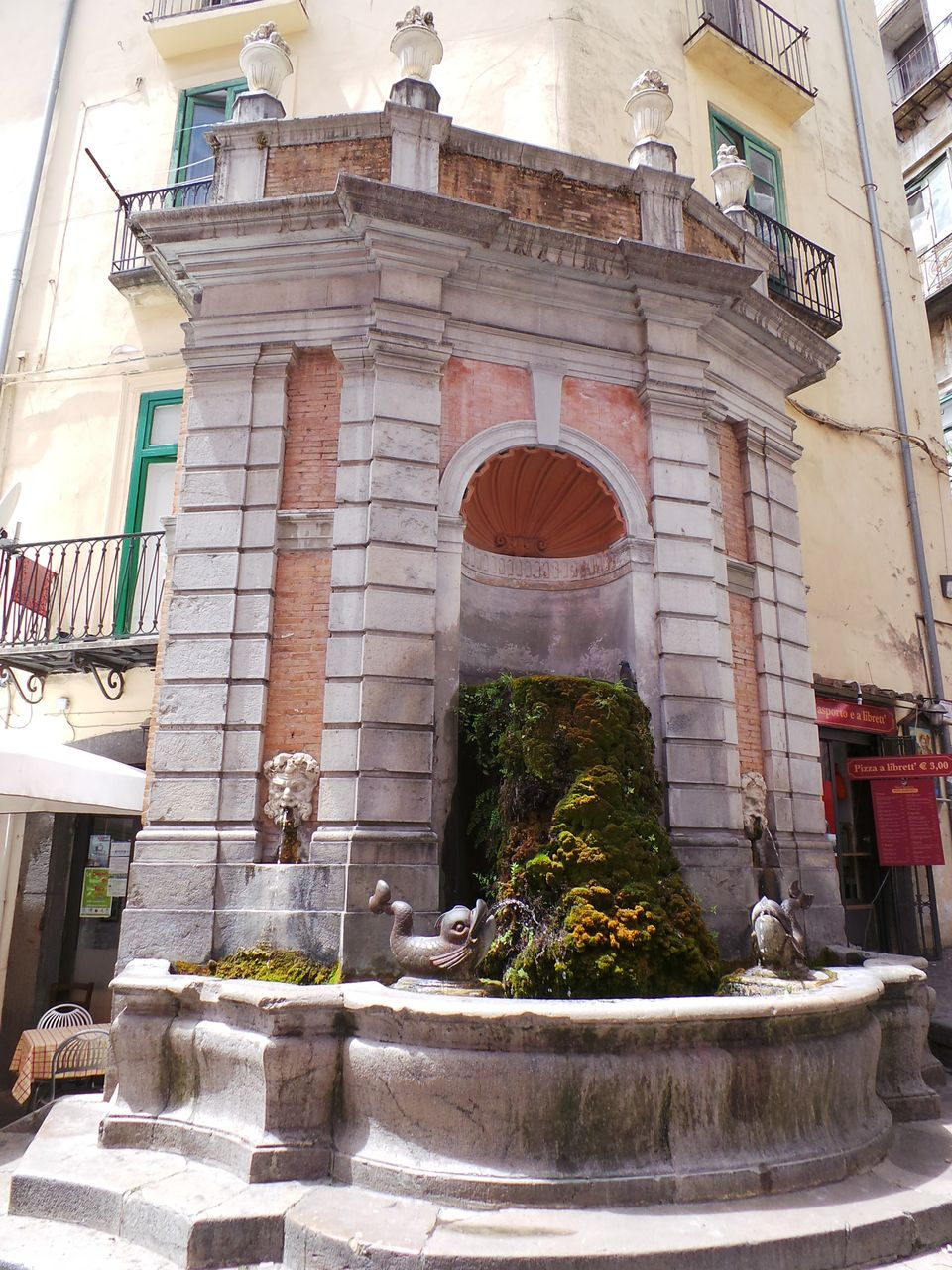
Fontana dei pesci

Il largo Sedile del Campo, comunemente nota come "Largo Campo", è una piazza situata nel centro storico di Salerno.

## Storia
Il centro storico di Salerno presenta una forma urbana profondamente caratterizzata dalla natura del terreno per cui si hanno poche tracce di piazze effettivamente progettate, ma si riscontrano per lo più spazi di risulta adibiti allo scopo. Largo Campo, ad esclusione di altri piccolo spazi come il vicino "Campitello", si caratterizzò come unico spazio aperto di dimensioni rilevanti nel cuore della città anche se comunque, a causa dell'assenza di edifici rappresentativi del potere religioso e civile, non divenne mai vero e proprio centro del comune.
Il Largo Campo era anticamente conosciuto con il nome di "Campus Grani", in quanto sede del mercato del grano.
Lo spazio fu punto di snodo di arterie stradali di primaria importante: qui confluivano gli assi provenienti dalla porta di Mare e dalla porta Catena, comunicanti direttamente con lo scalo marittimo, la Dogana dei Grani (attuale via Dogana Vecchia) lungo la quale sorge il Municipio Vecchio e la via degli Speziali (attuale via Giovanni da Procida), caratterizzata dalla presenza di botteghe di erbe ma anche di studi notarili (le cosiddette Curie).
.
I pieni e i vuoti che scandiscono gli spazi sono pressappoco rimasti immutati da circa cinque secoli: sul lato settentrionale si trovano le case che al 1546 appartenevano ai Solimele, ai Ruggi e ai Vitale.
Sul lato meridionale del Campo si trova Palazzo Genovese. Ad occidente, invece, il limite era riconoscibile nel corso del torrente Lama, che scorre sotto via Porta Rateprandi e vicolo delle Colonne. 
Una fontana del Seicento, la fontana dei pesci, attribuita anche al Vanvitelli, è esposta in fondo alla via Dogana Vecchia, con delfini, vasca a calice e maschere grottesche, zampillanti di rinfrescanti acque.